# Skeleton Skeletron
Skeleton Skeletron – album szwedzkiej grupy muzycznej Tiamat, wydany został w 1999 roku nakładem wytwórni muzycznej Century Media Records. Nagrania zostały zarejestrowane w Woodhouse Studios w Dortmundzie. Dodatkowe partie nagrano w Studio Wildhoney i Element Studios. Wydawnictwo dotarło do 56. miejsca szwedzkiej listy sprzedaży Sverigetopplistan. Z kolei w Niemczech płyta uplasowała się na 19. miejscu listy Media Control Charts. W ramach promocji do utworu "Brighter Than The Sun" został zrealizowany teledysk.

## Lista utworów
Opracowano na podstawie materiału źródłowego.
1. "Church of Tiamat" (sł. Edlund, muz. Edlund) – 4:52
2. "Brighter Than the Sun" (sł. Edlund, muz. Edlund) – 4:08
3. "Dust is Our Fare" (sł. Edlund, muz. Edlund) – 5:02
4. "To Have and Have Not" (sł. Edlund, muz. Edlund) – 5:09
5. "For Her Pleasure" (sł. Edlund, muz. Edlund) – 5:03
6. "Diyala" (muz. Edlund) – 1:25
7. "Sympathy for the Devil" (cover The Rolling Stones) – 5:20
8. "Best Friend Money Can Buy" (sł. Edlund, muz. Edlund) – 4:35
9. "As Long as You Are Mine" (sł. Edlund, muz. Edlund) – 4:40
10. "Lucy" (sł. Edlund, muz. Edlund) – 5:17

## Wydania
| Rok  | Nr katalogowy      | Format | Wytwórnia płytowa     | Region                   | Źródło |
| ---- | ------------------ | ------ | --------------------- | ------------------------ | ------ |
| 1999 | CM 1010-2, 77280-2 | CD     | Century Media Records | Europa Stany Zjednoczone | [ 7 ]  |
| 1999 | 7980-2             | CD     | Century Media Records | Stany Zjednoczone        | [ 7 ]  |
| 1999 | 77280-2            | CD     | Century Media Records | Niemcy                   | [ 7 ]  |
| 1999 | 77280-1            | LP     | Century Media Records | Niemcy                   | [ 7 ]  |